# 谢宝云
谢宝云（1860年—1917年），字月珊，小名昭儿。北京人，清末民初京剧老旦演员。
谢宝云十二岁搭四喜班，因演技卓越，与田宝林、姚宝香、刘宝玉并称“瑞春四宝”。后因“倒仓”而辍演。嗓音恢复后专工老旦。以擅长演里子老旦著称，有时也串演老生戏。但正工老旦戏如《钓金龟》、《游六殿》、《八珍汤》（见《三进士》）、《望儿楼》等也很精彩。光绪三十年（1904年）后，搭谭鑫培的同庆班，为谭鑫培配演，合作默契。光绪三十三年（1907年）被选清宫内廷供奉。谢宝云嗓子音调高亢，气力充沛，咬字凝练、韵味醇厚，唱嘎调尤为好听，擅演《四郎探母》、《牧羊圈》、《樊江关》等。晚年体弱，每出戏往往着力唱一两句，有“谢一句”的称号。